# Dennis - La minaccia di Natale
Dennis - La minaccia di Natale (A Dennis the Menace Christmas) è un film del 2007 diretto da Ron Oliver.
Il film è basato sul romanzo di Charles Dickens Canto di Natale ed è il seguito di Dennis colpisce ancora.

## Trama
Dennis Mitchell è un ragazzino di 6 anni, vessato dai bulli del quartiere e ha il suo bel daffare a difendersi; ma questo non lo distrae dalla sua vittima favorita, il vicino di casa George Wilson, più scorbutico che mai nel suo odio invincibile verso il Natale. Dennis, insieme ad alcuni suoi amici, decide di far riscoprire lo spirito natalizio al suo vicino e amico, ma ogni iniziativa porta ad un guaio peggiore provocando danni da ben 40.000 dollari mentre Dennis mira ad avere una nuova bicicletta per Natale; alla fine di un confronto con Dennis, l'anziano Wilson gli dice in preda alla rabbia che Babbo Natale non esiste, cosa che provoca tristezza in Dennis.
L'Angelo del Natale passato, presente e futuro interviene per aiutare a salvare il Natale: porta il signor Wilson nella sua casa d'infanzia negli anni cinquanta facendogli ricordare di come anche lui da ragazzino fosse vivace proprio come Dennis; poi l'Angelo lo porta nel presente facendogli vedere di come i genitori di Dennis sono tristi dei danni fatti da Dennis e di come non sapere come rimediare mentre sua moglie è depressa del fatto che il marito non voglia festeggiare il Natale; intanto, Wilson si rende conto del suo comportamento.
Infine, l'Angelo lo porta nel futuro che lo porta a scoprire un mondo buio e povero, la sua casa è vuota e Dennis viene mostrato vecchio, solo, senza figli e che ormai odia il Natale (aveva cominciato ad odiare il Natale dopo le parole del signor Wilson).
In seguito a tale evento, l'anziano signore si rende conto di aver sbagliato e si risveglia nella sua casa nel presente. Decide così di diffondere la gioia del Natale nel quartiere, perdona Dennis cancellando il debito dei danni con i genitori e regala un albero di Natale pieno di regali tra cui la bicicletta che Dennis desiderava per poi scusarsi con lui per ciò che gli aveva detto. Festeggia così il Natale con sua moglie mentre Dennis sfida un suo coetaneo bullo ad una gara in bicicletta ma si farà sconfiggere facendosi così rispettare.
L'angelo, seduto su un tetto, riflette su quanto ami i lieti fini prima di tornare al Polo Nord mentre tutto il vicinato festeggia il Natale mentre Dennis si schianta accidentalmente con la sua bicicletta addosso al signor Wilson.

## Riconoscimenti
- Nomination ai Leo Awards 2007: miglior colonna sonora (Peter Allen)